# ساری اسایاه
ساری اِسایاه (فنلاندی: Sari Essayah؛ زادهٔ ۲۱ فوریهٔ ۱۹۶۷) قهرمان پیشین پیاده‌روی سرعت، عضو پیشین پارلمان اروپا، سیاستمدار نمایندهٔ کنونی مجلس اهل فنلاند است. او رئیس حزب دموکرات مسیحی فنلاند است. او از سال ۲۰۲۳ به عنوان وزیر کشاورزی و جنگلداری فنلاند مشغول به کار است.
اِسایاه در طول دوران حرفه‌ای ورزش خود عمدتاً در دوهای ۵ و ۱۰ کیلومتر مسابقه می‌داد. در این دوره، او قهرمان جهان در مسابقات جهانی دو و میدانی ۱۹۹۳ و قهرمان اروپا در سال ۱۹۹۴ شد. او هفت رکورد ملی به ثبت رسانده که همگی آنها هنوز پابرجا هستند.
اِسایاه در سال ۲۰۱۶، آسیا به عضویت کمیته بین‌المللی المپیک (IOC) درآمد و از سال ۲۰۱۴ به عضویت کمیته اخلاق در انجمن دو و میدانی فنلاند منصوب شد.

## زندگی شخصی
پدر اِسایاه اهل مراکش است.
علاقه او به فعالیت‌های اجتماعی-سیاسی از همان دوران کودکی در او شکل گرفت. او در دوره راهنمایی رئیس شورای دانش آموزی بود و در فعالیت‌های حمایتی از دانش آموزان دیگر مشارکت داشت و نماینده منتخب دانش آموزان در شورای مدرسه بود. در طول دوران دبیرستان، اسایاه به به فعالیت‌های حمایتی خود از دانش‌آموزان ادامه داد و حتی در سطح فرامدرسه‌ای و همکاری‌های منطقه‌ای، مانند پارلمان دانش‌آموزی اسقف‌نشین کووپیو، شرکت داشت. اِسایاه همچنین به عنوان مربی در اردوهای کودکان و نوجوانان لاپینلهتی کار می‌کرد. اِسایاه در سال ۱۹۸۶، برای تحصیل در رشته اقتصاد به دانشگاه رفت. او در سال ۱۹۹۵ با مدرک کارشناسی ارشد در مدیریت بازرگانی و حسابداری از دانشگاه واسا فارغ‌التحصیل شد.

## زندگی سیاسی
اِسایاه پس از بازنشستگی از ورزش، وارد دنیای سیاست شد و بین سال‌های ۲۰۰۳ تا ۲۰۰۷ نماینده دموکرات‌های مسیحی در مجلس فنلاند بود، اما در انتخابات سال ۲۰۰۷ موفق به انتخاب مجدد نشد. او از سال ۲۰۰۷ تا ۲۰۰۹ دبیر حزب دموکرات مسیحی بود. اِسایاه در سال ۲۰۰۹ به عضویت پارلمان اروپا انتخاب شد اما در سال ۲۰۱۴ با وجود ۶۱۰۰۰ رای نتوانست دوباره انتخاب شود. این باعث شد که دموکرات‌های مسیحی فنلاند در انتخابات ۲۰۱۴ بدون نماینده بمانند. در نوامبر ۲۰۱۱، او کفیل سیاسی میکولا جیدوک فعال بلاروسی و زندانی سیاسی شد.
اِسایاه در سال ۲۰۱۲ در انتخابات ریاست جمهوری فنلاند نامزد شد. او با ۲٫۴۷ درصد آرا در رتبه آخر قرار گرفت.
در انتخابات پارلمانی ۲۰۱۵، اِسایاه با بیش از ۱۱۰۰۰ رای به نمایندگی از حوزه انتخابیه تازه تأسیس ساوونیا و کارلیا انتخاب شد. او بعداً به عنوان نایب رئیس گروه پارلمانی دموکرات مسیحی انتخاب شد. در ماه اوت، پس از اینکه سلف او، پائیوی راسانن، پس از یک دوره فعالیت ده ساله از سمت خود کناره‌گیری کرد، اِسایاه به عنوان رئیس جدید حزب خود انتخاب شد. ساری اِسایاه در انتخابات پارلمانی فنلاند در ال ۲۰۱۹ مجدداً در پارلمان فنلاند انتخاب شد و در همایش حزب در ماه اوت برای سومین بار به عنوان رئیس حزب انتخاب شد.
در ژوئن ۲۰۲۳، او به عنوان وزیر کشاورزی و جنگلداری در کابینه پتری اورپو منصوب شد. در ۲۷ اوت ۲۰۲۳، اِسایاه نامزد حزب دموکرات مسیحی در انتخابات ریاست‌جمهوری فنلاند (۲۰۲۴) بود. او در انتخابات ۱٫۴۸ درصد از کل آرا را به دست آورد.

## فعالیت‌های دیگر
ساری اِسایاه از سال ۲۰۱۹ عضو شورای مشورتی مؤسسه امور بین‌الملل فنلاند (FIIA)، است.

## موفقیت‌های ورزشی
| سال            | مسابقه                              | محل برگزاری                  | مقام           | رویداد         | توضیحات        |
| نمایندهٔ فنلاند | نمایندهٔ فنلاند                      | نمایندهٔ فنلاند               | نمایندهٔ فنلاند | نمایندهٔ فنلاند | نمایندهٔ فنلاند |
| -------------- | ----------------------------------- | ---------------------------- | -------------- | -------------- | -------------- |
| ۱۹۸۷           | مسابقات جهانی دو و میدانی ۱۹۸۷      | رم، ایتالیا                  | نوزدهم         | ۱۰ کیلومتر     | ۴۷:۳۰          |
| ۱۹۸۹           | یونیورسیاد                          | دویسبورگ، آلمان غربی         | سوم            | ۵ کیلومتر      | ۲۱:۳۴          |
| ۱۹۹۰           | مسابقات قهرمانی دو و میدانی اروپا   | اسپلیت، یوگسلاوی سابق        | پنجم           | ۱۰ کیلومتر     | ۴۵:۱۰          |
| ۱۹۹۱           | جام جهانی پیاده‌روی سرعت             | سن خوزه، ایالات متحده آمریکا | شانزدهم        | ۱۰ کیلومتر     | ۴۶:۲۰          |
| ۱۹۹۱           | یونیورسیاد                          | شفیلد، انگلستان              | اول            | ۱۰ کیلومتر     | ۴۴:۰۴          |
| ۱۹۹۱           | مسابقات جهانی دو و میدانی ۱۹۹۱      | توکیو، ژاپن                  | سوم            | ۱۰ کیلومتر     | ۴۳:۱۳          |
| ۱۹۹۲           | دو و میدانی در المپیک تابستانی ۱۹۹۲ | بارسلون، اسپانیا             | چهارم          | ۱۰ کیلومتر     | ۴۵:۰۸          |
| ۱۹۹۳           | جام جهانی پیاده‌روی سرعت             | مونتری، مکزیک                | دوم            | ۱۰ کیلومتر     | ۴۵:۱۸          |
| ۱۹۹۳           | مسابقات جهانی دو و میدانی ۱۹۹۳      | اشتوتگارت، آلمان غربی        | اول            | ۱۰ کیلومتر     | ۴۲:۵۹          |
| ۱۹۹۴           | مسابقات جهانی دو و میدانی ۱۹۹۴      | هلسینکی، فنلاند              | اول            | ۱۰ کیلومتر     | ۴۲:۳۷          |
| ۱۹۹۵           | جام جهانی پیاده‌روی سرعت             | پکن، چین                     | دوازدهم        | ۱۰ کیلومتر     | ۴۴:۲۱          |
| ۱۹۹۵           | مسابقات جهانی دو و میدانی ۱۹۹۵      | یوتبری، سوئد                 | چهارم          | ۱۰ کیلومتر     | ۴۲:۲۰          |
| ۱۹۹۶           | دو و میدانی در المپیک تابستانی ۱۹۹۶ | آتلانتا، ایالات متحده آمریکا | شانزدهم        | ۱۰ کیلومتر     | ۴۵:۰۲          |